# Braiiliv
Braiiliv (în ucraineană Браїлів) este o așezare de tip urban din raionul Jmerînka, regiunea Vinnița, Ucraina. În afara localității principale, nu cuprinde și alte sate.

## Demografie
Componența lingvistică a așezării de tip urban Braiiliv
     Ucraineană (97,99%)
     Rusă (1,74%)
     Alte limbi (0,1%)
Conform recensământului din 2001, majoritatea populației așezării de tip urban Braiiliv era vorbitoare de ucraineană (97,99%), existând în minoritate și vorbitori de rusă (1,74%).